# (2138) Swissair
(2138) Swissair ist ein Asteroid des Hauptgürtels, der am 17. April 1968 vom Schweizer Astronomen Paul Wild, vom Observatorium Zimmerwald der Universität Bern aus, entdeckt wurde.
Der Asteroid ist nach der ehemaligen Schweizer Fluglinie Swissair benannt, deren internationale Bezeichnung „HB“ im temporären Namen 1968 HB enthalten ist.